# Acanthocalycium klinglerianum
Acanthocalycium klinglerianum es una especie de planta suculenta perteneciente al género Acanthocalycium, dentro de la familia Cactaceae. Es endémica de Bolivia.

## Descripción
Acanthocalycium klinglerianum crece de forma solitaria y presenta un tallo en forma de bola, de color verde brillante, que alcanza de 12 a 14 cm de altura y un diámetro de hasta 13 cm.

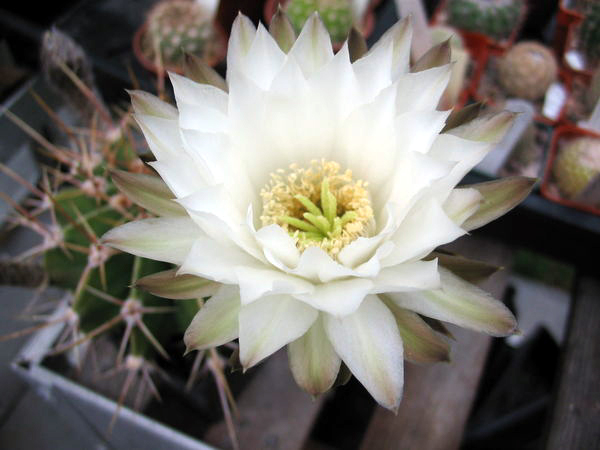
Detalle de la flor

Tiene 13 costillas de bordes afilados, con areolas circulares grises separadas entre sí de 2,5 a 3 cm. Además, ocasionalmente se forma una espina central, pero aunque por lo general está ausente. Presenta de 5 a 55 espinas radiales, de color blanquecino o amarillento, con una longitud de 2 a 3 cm. 
Las flores en forma de embudo, son de color blanco y se abren por la noche. Miden hasta 12 centímetros de largo y aparecen en los costados de los tallos. Los frutos son elipsoides y miden de 2 a 3 cm de largo.

## Distribución y hábitat
Es endémica de Santa Cruz en Bolivia y crece principalmente en biomas desérticos o de matorrales secos.

## Taxonomía
La primera descripción de esta especie fue como Echinopsis klingleriana, publicada en 1965 por el botánico boliviano Martín Cárdenas Hermosa en la revista científica Cactus (París) 85: 109.
Más tarde, el botánico francés Joël Lodé trasladó la especie al género Acanthocalycium, por lo que pasó a llamarse Acanthocalycium klinglerianum. Registró estos cambios en la revista científica Cactus-Aventures International (Almería) 32 (1): 52 (2020 publ. 2022).

Etimología
- Acanthocalycium: nombre genérico que proviene del griego akantha (que significa 'espinoso') y kalyx (que significa 'yemas'), haciendo referencia a las espinas de los tubos florales.
- klinglerianum: epíteto específico otorgado en honor del padre franciscano austriaco Elmar Klingler (1905–1995), que en 1954 se instaló en la selva boliviana.[4]

## Usos
Se cultiva principalmente como planta ornamental.